# Central hidroelèctrica de Kapichira
La Central hidroelèctrica de Kapichira (anglès: Kapichira Hydroelectric Power Station) és una central hidroelèctrica situada en les cascades de Kapachira, en el riu Shire, en territori sobirà de Malawi. Té una capacitat instal·lada de 128 megawatts (172.000 CV), suficient per a proveir a més de 86.000 llars, amb quatre grups electrògens de 32 megawatts (43.000 CV). La central es va construir per fases: en la primera es van instal·lar les dues primeres turbines de 32 megawatts. La Fase I de la central es va inaugurar oficialment el setembre de 2000.
El gener de 2014, en una cerimònia a la qual va assistir la llavors presidenta de Malawi, Joyce Banda, es va posar en marxa la segona fase del projecte hidroelèctric de Kapichira, que va duplicar els fins llavors 64 megawatts fins a aconseguir la capacitat màxima de 128 megawatts.